# Tineke Bartels
Martina Maria Anna Antonia (Tineke) Bartels-de Vries (geboren: Tineke de Vries) (Eindhoven, 6 februari 1951) is een Nederlands amazone. Ze nam viermaal deel aan de Olympische Spelen en won hierbij in totaal twee zilveren medailles.
Ze begon al jong met paardrijden en deed op 14-jarige leeftijd al op wedstrijdniveau springen mee aan de eerste editie van Indoor Brabant (in 1967). Na het springen maakte ze aanvankelijk de overstap naar military/eventing. Naast haar carrière als ruiter heeft zij ook een tijdje voor de klas gestaan als lerares lichamelijk opvoeding. Later is ze docent geworden bij hippische instructeursopleidingen en tevens is zij lid van de examencommissie van de Stichting Opleiding Ruiter Unie Nederland (ORUN). Tegenwoordig heeft ze haar eigen stal en opleidingscentrum te Hooge Mierde.
Op advies van haar man Joep Bartels, die psycholoog is, stapte ze over van de military naar de dressuur. In deze discipline bereikte ze het Grand Prix-niveau. Ze hebben samen twee kinderen, Gijs (1975) en Imke (1977). Dochter Imke is ook in de paardensport op Grand Prix-niveau actief en wordt door moeder Tineke getraind.
Tineke Bartels heeft aan vier Olympische Spelen meegedaan, zowel individueel als in teamverband. Samen met haar team bestaande uit Ellen Bontje, Anky van Grunsven en Annemarie Sanders behaalde ze in 1992 in Barcelona de zilveren medaille. Ook in 1996 in Atlanta behaalde zij teamzilver. 
Bij wedstrijden om het wereldkampioenschap in 1986 behaalde ze zilver met het team en individueel werd ze negentiende.
Tineke werd in 1994 benoemd tot Ridder in de Orde van Oranje-Nassau.

## Paarden
- Irene (military)
- Olympic Duco (dressuur)
- Courage (dressuur, 1992 zilver)
- Luxaflex (dressuur)
- Sunrise (dressuur)
- Broere Jazz (dressuur)